# Sokotranski jezik
Sokotranski jezik (soqotri, saqatri, socotri, sokotri, suqutri; ISO 639-3: sqt), južnoarapski jezik kojim govori 64 000 ljudi; 57 000 u Jemenu (1990 popis). Većina govornika (Sokotranci) živi na otocima Sokotra, ’Abd al-Kuri i Samha. Ostali u Ujedinjenim Arapskim Emiratima.
Piše se latinicom. Postoji više dijalekata: ’abd al-kuri, južnosokotranski, sjevernosokotranski, centralnosokotranski i zapadnosokotranski.

## Glasovi
34: "t "d b "t' k g k' ? f "s "z "s' S Z S' H 9 h "hlF "lF m "n w j "l "rr i "e a "o u "@ "rr* "l*

## Vanjske poveznice
- Ethnologue (14th)
- Ethnologue (15th)